# Radiation
Radiation es el décimo álbum de la banda británica Marillion y el sexto con el vocalista Steve Hogarth, El álbum fue tibiamente recibido por los fanes debido a su sonido más acústico y con muchas influencias de blues que han sido la tónica en el feeling del guitarrista Steve Rothery. Radiation es un álbum de corte muy intimista con temas sorprendentes como "costa del slough", "three minute boy" , "under the sun" y el épico "a few words for the death" un tema de casi 10 minutos en que la banda despliega toda su magia.
Listado de temas
1. Costa del Slough
2. Under the Sun
3. The Answering Machine
4. Three Minute Boy
5. Now She'll Never Know
6. These Chains
7. Born to Run
8. Cathedral Wall
9. A Few Words for the Dead